# Polydistoma oculeum
Polydistoma oculeum är en sjöpungsart som beskrevs av Monniot 200. Polydistoma oculeum ingår i släktet Polydistoma och familjen Holozoidae. Inga underarter finns listade i Catalogue of Life.